# Statuia „Apollo Belvedere” din Giurgiu
Statuia „Apollo Belvedere” din Giurgiu este un monument istoric aflat pe teritoriul municipiului Giurgiu.